# Lake Borgne
Der Lake Borgne ist eine 730 km² Lagune im südöstlichen Louisiana in den Vereinigten Staaten. Die mittlere Tiefe beträgt 3 m, Zufluss ist der Mississippi River; Abfluss ist der Golf von Mexiko. Einer der näher gelegenen Städte ist New Orleans. Den Namen trägt die Lagune aus dem französischen borgne, was so viel wie Einäugiger heißt.

## Geographie
Der See ist 730 km² groß mit einer mittleren Tiefe von 3 m im südöstlichen Louisiana an der Grenze zu Mississippi. New Orleans ist die größte Stadt in der Nähe. Der See ist verbunden mit dem Golf von Mexiko.

## Geschichte

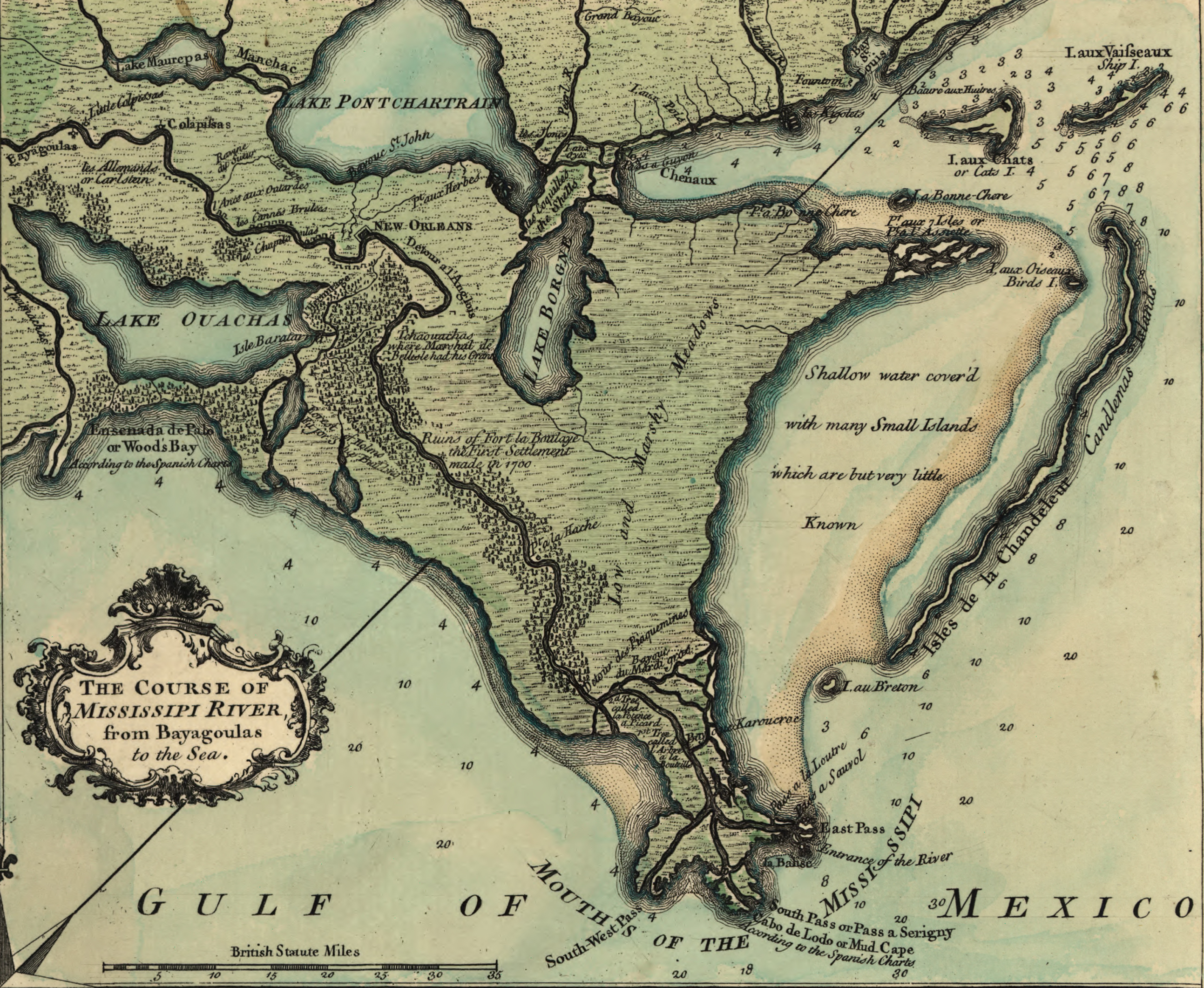
Eine Karte von 1720, wo deutlich erkennbar ist, dass Lake Borgne vom Golf von Mexiko getrennt war

Im 18. Jahrhundert war Lake Borgne ein See, der sich im Laufe der Zeit zu einer Lagune entwickelte, da die Feuchtwälder, die Lake Borgne vom Golf von Mexiko trennten, verschwanden. Gründe für das Verschwinden des Feuchtwaldes waren die in dem letzten Jahrhundert der stark zunehmende Einfluss menschlicher Aktivität in den Mündungsprozess der Seen und das Abroden der Feuchtwälder. Seit 1932 haben sich 22 % der Sumpfgebiete, die einmal das Pontchartrain-Becken bedeckten, zu Wasser umgewandelt.